# Červený Újezdec (Vlastec)
Červený Újezdec je osada, část obce Vlastec v okrese Písek v Jihočeském kraji. Nachází se asi 1,5 kilometru severovýchodně od Vlastce. Červený Újezdec leží v katastrálním území Vlastec o výměře 7,5 km².

## Historie
První písemná zmínka o vesnici pochází z roku 1323.

## Obyvatelstvo
| Rok            | 1869 | 1880 | 1890 | 1900 | 1910 | 1921 | 1930 | 1950 | 1961 | 1970 | 1980 | 1991 | 2001 | 2011 | 2021 |
| -------------- | ---- | ---- | ---- | ---- | ---- | ---- | ---- | ---- | ---- | ---- | ---- | ---- | ---- | ---- | ---- |
| Počet obyvatel | 228  | 225  | 141  | 100  | 98   | 170  | 96   | 113  | 84   | 78   | 61   | 38   | 41   | 29   | 39   |
| Počet domů     | 20   | 20   | 12   | 14   | 9    | 10   | 14   | 28   | 28   | 13   | 9    | 12   | 13   | 16   | 17   |

## Obecní správa
Při sčítání lidu v letech 1850–1879 Červený Újezdec byl osadou obce Záhoří v okrese Písek. V letech 1880–1889 byl osadou obce Horní Záhoří v okrese Písek. V letech 1890–1963 byl částí obce Vlastec v okrese Písek. V letech 1964–1990 byl částí obce Oslov v okrese Písek. Od 24. listopadu 1990 je opět částí obce Vlastec v okrese Písek.

## Pamětihodnosti
- Zámek Červený Újezdec
- Výklenková kaple se nachází na soukromém pozemku u čp. 8. Je z první poloviny 18. století. Kaple je zasvěcena svatému Janu Nepomuckému.[8]
- Kaple u rybníka v osadě je zasvěcena svaté Rozálii.[9]

## Osobnosti
- Antonín Souček (1888–1942), ředitel gymnázia v Bučovicích

## Galerie

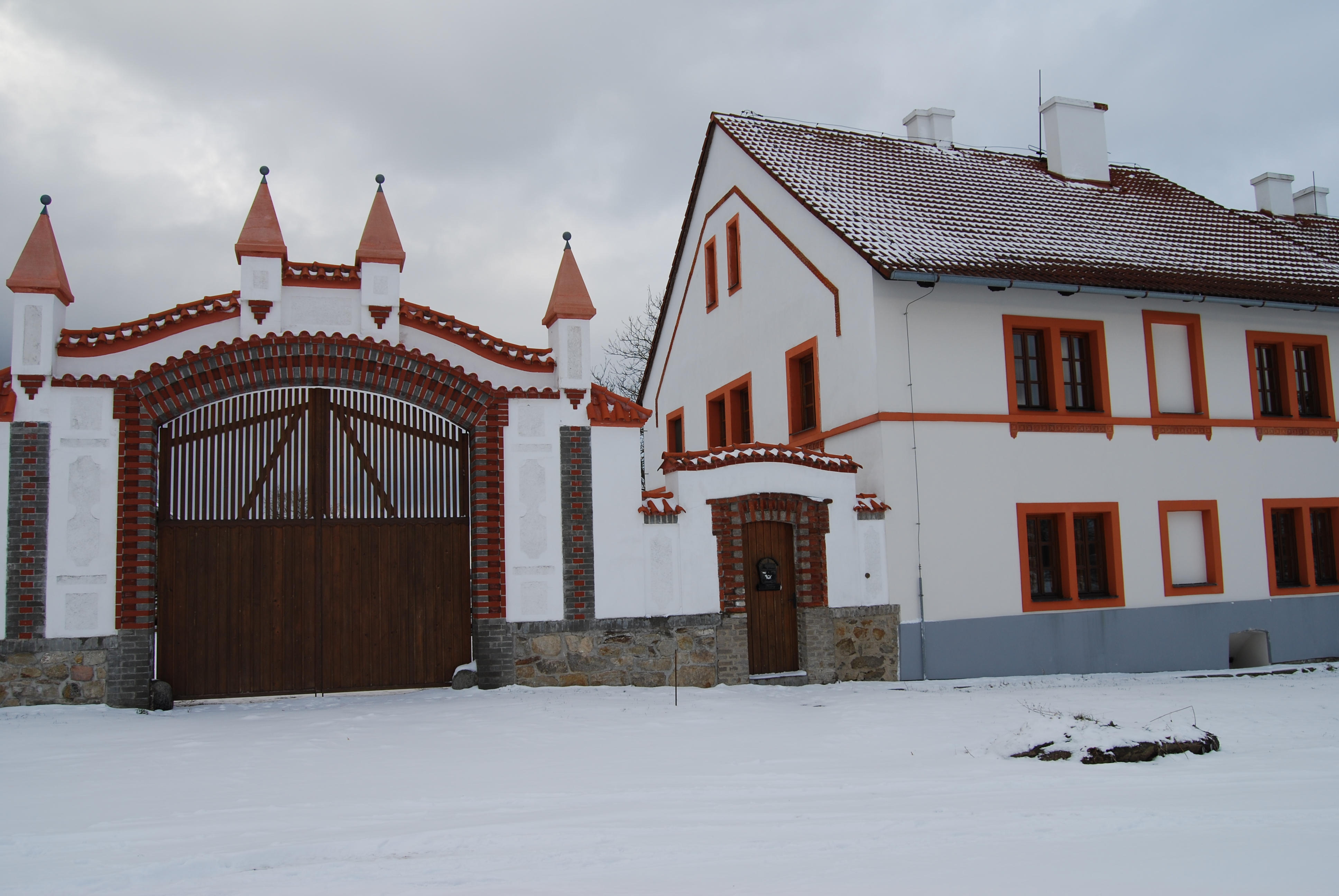
Zámeček
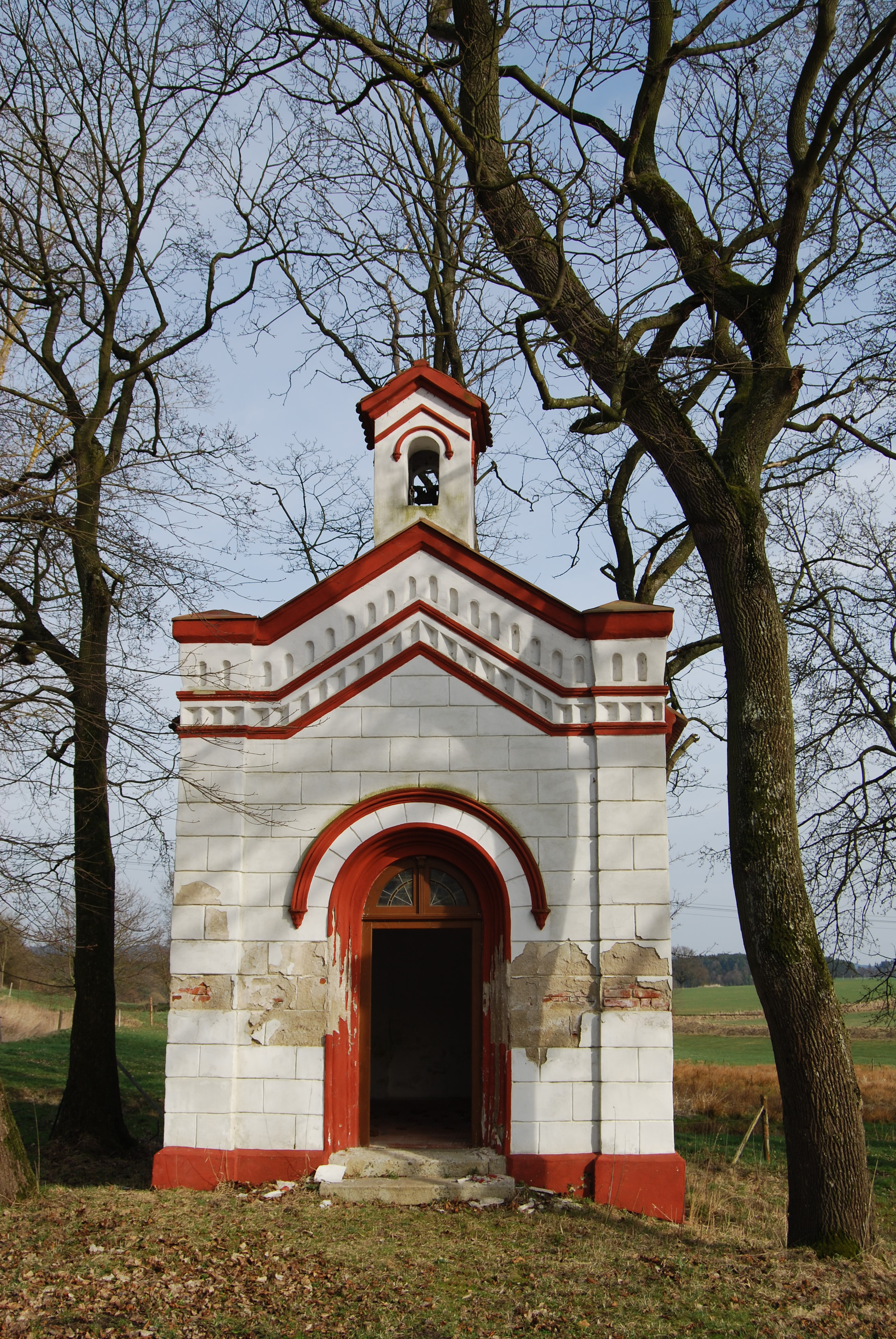
Kaple svaté Rozálie
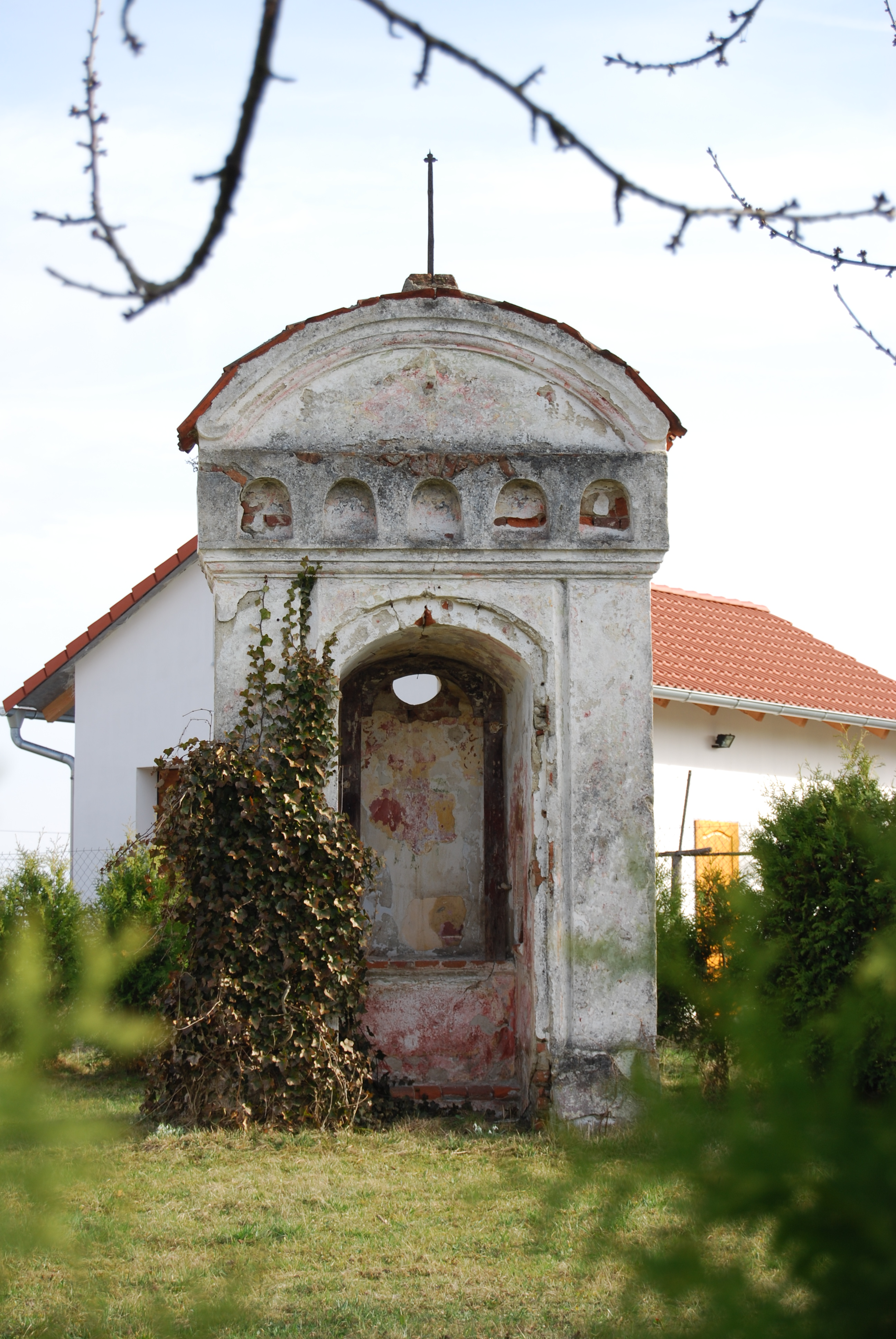
Kaple svatého Jana Nepomuckého